# Juan Eusebio Balboa
Juan Eusebio Balboa (Belén en la actual provincia de Catamarca, Virreinato del Río de la Plata, 1791 – San Fernando del Valle de Catamarca, Argentina, mayo de 1856), militar argentino, que se destacó como líder del Partido Federal en la provincia de Catamarca durante las guerras civiles, y que ejerció durante algún tiempo como gobernador de esa provincia.

## Biografía
Hijo de un militar, ingresó en las milicias del oeste de Catamarca en su juventud.
Combatió en las guerras civiles de su provincia desde la primera guerra entre unitarios y federales en el interior, del año 1825, del lado de los federales. A órdenes de Facundo Quiroga luchó en las batallas de El Tala y Rincón de Valladares.
Durante la guerra civil contra la Liga del Interior, acompañó a Felipe Figueroa en la defensa de su provincia, pero debió exiliarse durante casi un año en Chile. De regreso a su provincia, organizó las montoneras federales del oeste de la provincia, y combatió en varios encuentros menores, como segundo de Figueroa o de Santos Nieva y Castillo. Participó en la batalla de La Ciudadela, que significó el fin de la Liga.
Durante la década de 1830 fue comandante militar del departamento de Belén, llegando al grado de coronel. Combatió contra la invasión tucumana en la batalla de Chiflón, del año 1835.
Durante la guerra civil contra la Coalición del Norte se mantuvo en rebeldía contra el gobernador José Cubas en el oeste de la provincia, donde levantó fuerzas y luchó en varios pequeños combates contra los unitarios de Mariano Acha y Juan Lavalle. Cuando éstos se retiraron a Tucumán, avanzó sobre Catamarca.
A fines de marzo de 1841 –poco después de la derrota de Acha en la batalla de Machigasta– ocupó la capital provincial con el apoyo del coronel porteño Mariano Maza y fue nombrado gobernador, en reemplazo de Cubas. Ocupó el gobierno hasta el mes de julio, en que entró en la ciudad el ejército del general Lamadrid, que partía hacia Cuyo.
En agosto salió al encuentro de Lavalle, que regresaba de la campaña de La Rioja, pero éste lo evitó. Derrotó al coronel Risso Patrón en Andalgalá y avanzó nuevamente sobre Catamarca; pero la reunión de las fuerzas de Lamadrid y Lavalle lo obligaron a esperar una nueva oportunidad. Colaboró en la persecución del ejército de Lamadrid en su avance sobre Cuyo.
A fines de octubre de 1841, sus fuerzas se unieron a las del coronel Maza, que derrotaron en la capital a José Cubas, que poco después fue ejecutado. Asumió el gobierno provincial el último día de octubre de 1841.
Un conflicto entre los departamentos del centro de la provincia y los del oeste lo obligó a renunciar en diciembre, tras reunir una nueva legislatura, siendo suplantado por Nieva y Castilla el día 13 de diciembre. Continuó siendo el comandante militar de todo el oeste de Catamarca.
Enfrentó las invasiones del Chacho Peñaloza y de Florentín Santos de León en 1842, quienes le ofrecieron unirse a ellos. Distintos oficiales a sus órdenes combatieron contra ambas divisiones enemigas, pero Balboa no las enfrentó personalmente; esta extraña actitud le valió la enemistad de Nieva, quien pretendió infructuosamente despojarlo de su mando militar.
A principios de 1846 derrocó a Nieva y Castilla, un militar sin capacidad alguna para el gobierno, e hizo que la legislatura nombrara gobernador a Manuel Navarro. Éste lo ascendió al grado de general de brigada y a comandante de armas de la provincia.
En 1853 participó en la guerra civil en Tucumán, para reponer al caudillo Celedonio Gutiérrez. Al año siguiente apoyó la llegada al poder del gobernador Sinforeano Lascano, que lo envió a Tucumán, por una nueva lucha por el poder entre Gutiérrez y sus enemigos, pero en este caso ayudó a la derrota de Gutiérrez.
Falleció en la ciudad de San Fernando del Valle de Catamarca en 1856.